# Hagnagora ignipennis
Hagnagora ignipennis är en fjärilsart som beskrevs av Paul Dognin 1913. Hagnagora ignipennis ingår i släktet Hagnagora och familjen mätare. Inga underarter finns listade i Catalogue of Life.